# Tristach

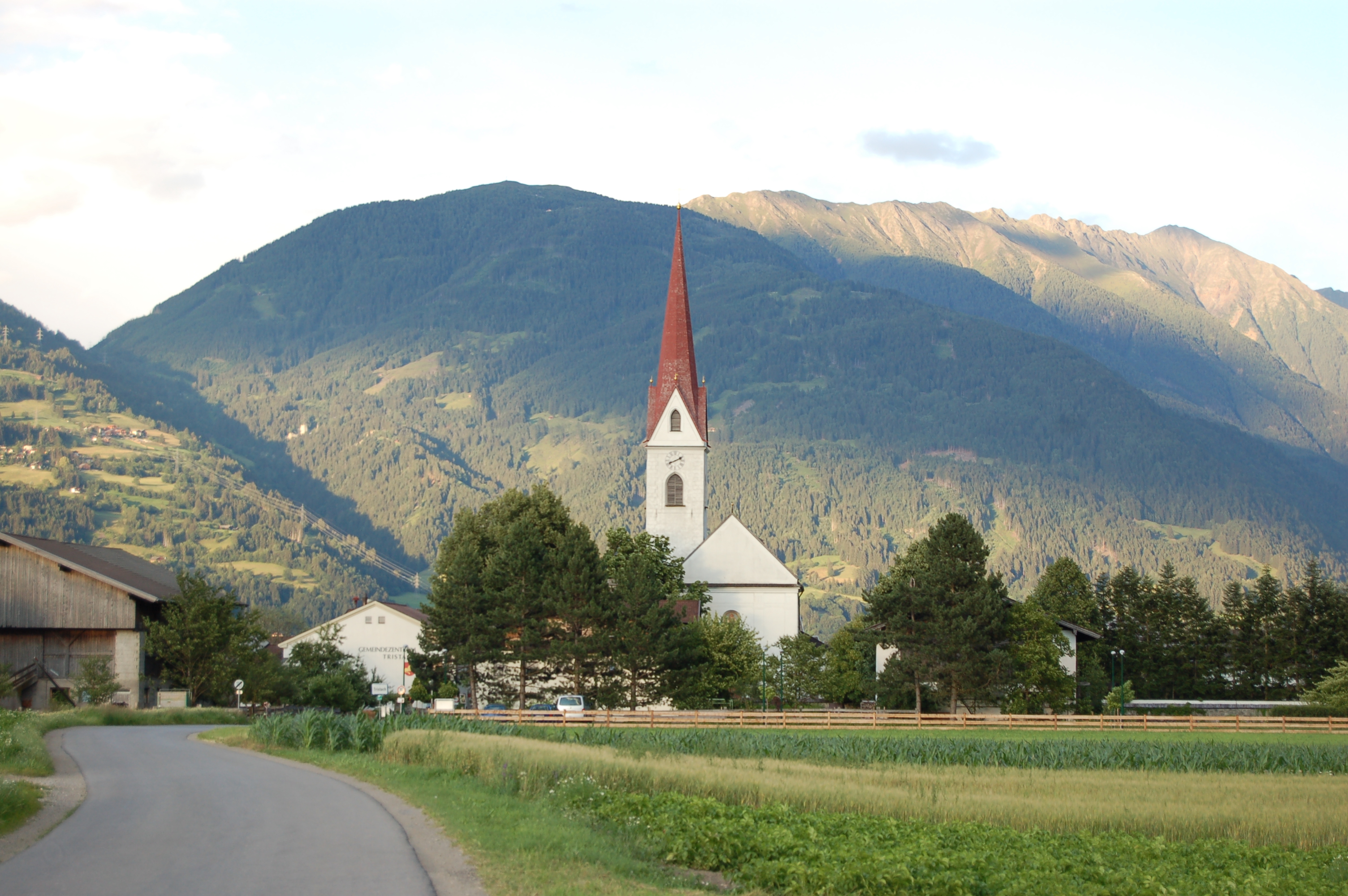
Tristach von Westen

Tristach ist eine Gemeinde mit 1503 Einwohnern (Stand 1. Jänner 2024) im Bezirk Lienz in Tirol, Österreich.

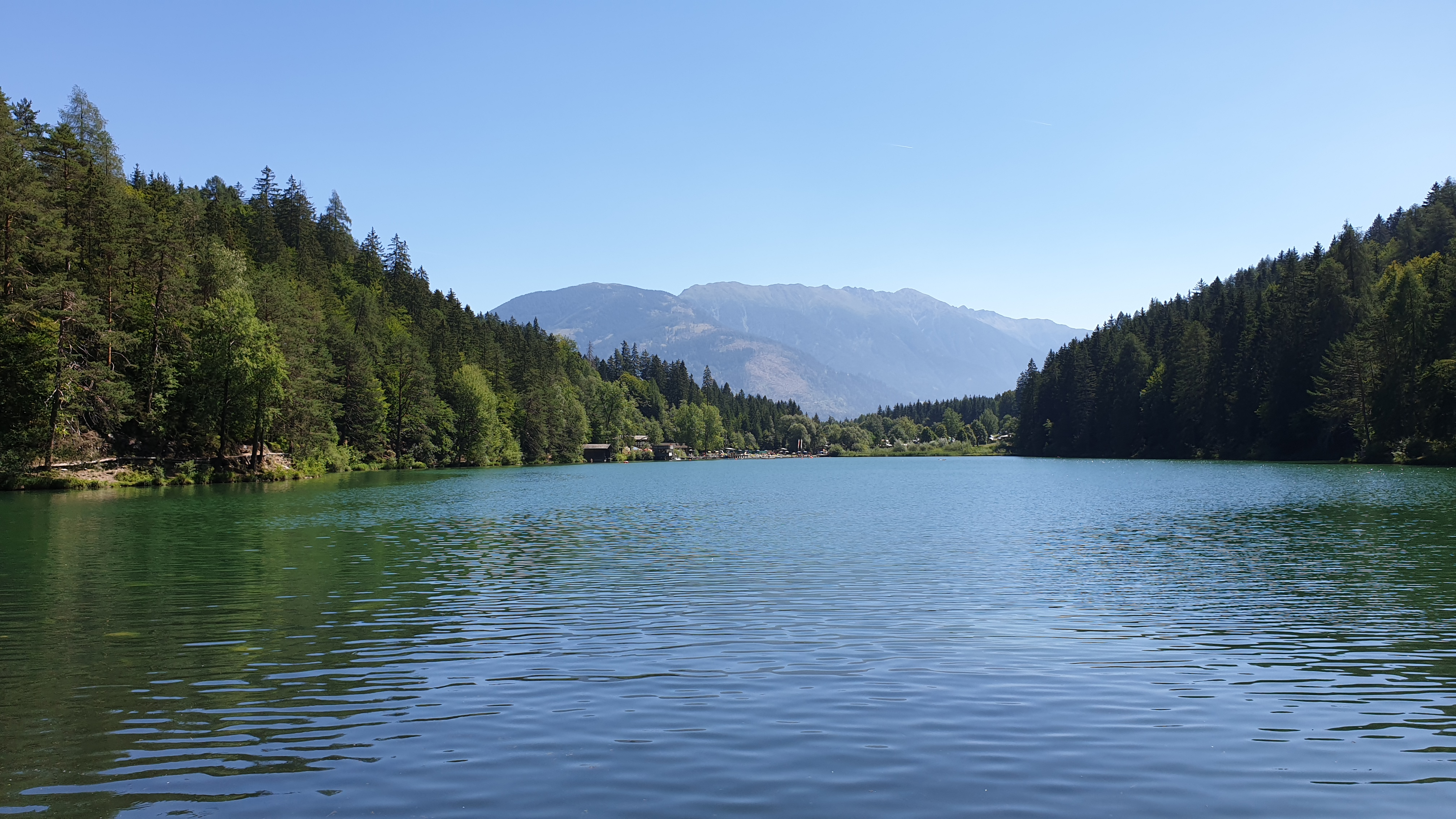
Der Tristacher See, im Hintergrund die Kreuzeckgruppe

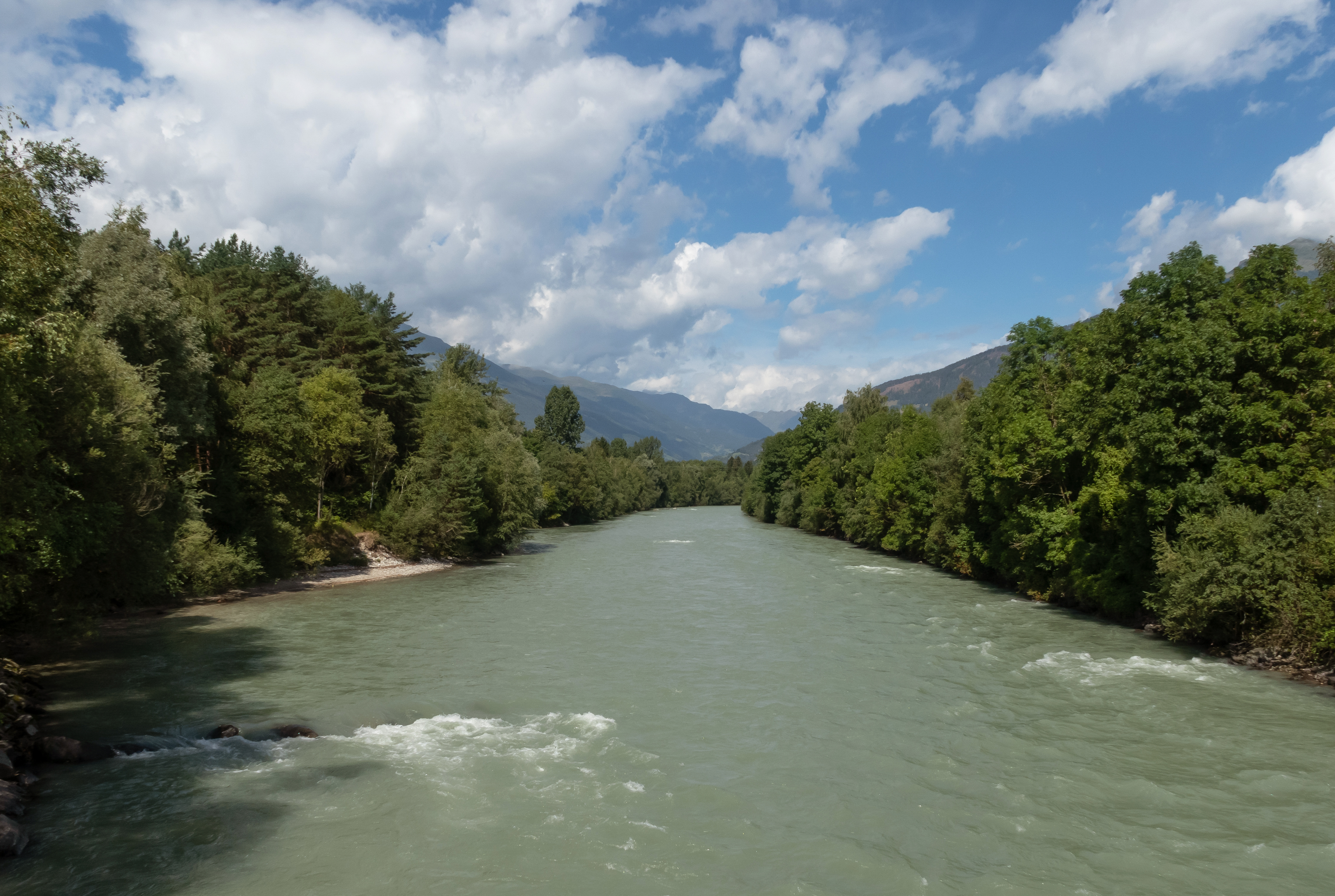
Die Drau bei Bad Jungbrunn

## Geographie
Tristach liegt im Süden (Schattenseite) des Lienzer Talbodens südlich der Bezirkshauptstadt Lienz auf 672 m ü. A. Das Gemeindegebiet erstreckt sich südlich der Drau. Ein neues Siedlungsgebiet ist mit Lienz zusammengewachsen. Das Gemeindegebiet erstreckt sich über den Nordhang der Laserzgruppe, einem Gebirgsstock der Lienzer Dolomiten. Der höchste Gipfel dieser Gebirgsgruppe, die  Große Sandspitze 2770 m liegt dabei auf dem Tristacher Gemeindegebiet. Das Gemeindegebiet umfasst 18,78 km² und ist deckungsgleich mit der gleichnamigen Katastralgemeinde, wobei Tristach die achtkleinste Gemeinde des Bezirks ist. Tristach grenzt im Norden an Lienz, Nußdorf-Debant und Dölsach, im Osten an Lavant, im Süden an Lesachtal (Kärnten) und im Westen an Amlach.
Der Tristacher See ist der einzige Badesee in Osttirol.

### Gemeindegliederung
Die Gemeinde Tristach besteht aus den Ortsteilen Oberdorf, Neudorf, Egarte und Enderdorf, die sich von Westen nach Osten entlang der Lavanter Straße aneinanderreihen. Während die Ortsteile Oberdorf, Egarte und Enderdorf abgesehen von wenigen Neubauten ihren dörflichen Charakter erhalten konnten, besteht der Ortsteil Neudorf aus zahlreichen Neubauten. Neudorf ist der bevölkerungsreichste Ortsteil und ist bereits mit Lienz zusammengewachsen. Weitere Ortsteile von Tristach sind Bad Jungbrunn mit vier Gebäuden, der Kreithof auf 1.047 Metern Höhe sowie der Gasthof Seewiese mit Campingplatz am Tristacher See.

### Nachbargemeinden
| Lienz  | Nußdorf-Debant                              | Dölsach |
| Amlach | Kompassrose, die auf Nachbargemeinden zeigt | Lavant  |
|        | Lesachtal (HE)                              |         |

## Bevölkerungsstruktur
2012 lebten in der Gemeinde Tristach 1.410 Menschen. Nach der Volkszählung 2001 Ende waren 99,2 % der Bevölkerung österreichische Staatsbürger (Tirol: 90,6 %), bis zum Jahresbeginn 2012 sank der Wert nur unbedeutend auf 97,4 %. Zur römisch-katholischen Kirche bekannten sich 2001 96,5 % der Einwohner (Tirol: 83,4 %), je 1,0 % hatten kein religiöses Bekenntnis oder waren evangelisch.
Der Altersdurchschnitt der Gemeindebevölkerung lag 2001 über dem Landesdurchschnitt. 16,2 % der Einwohner von Tristach waren jünger als 15 Jahre (Tirol: 18,4 %), 63,8 % zwischen 15 und 59 Jahre alt (Tirol: 63,0 %). Der Anteil der Einwohner über 59 Jahre lag mit 20,0 % über dem Landesdurchschnitt von 18,6 %. Der Altersdurchschnitt der Bevölkerung von Tristach sank in der Folge deutlich. Der Anteil der unter 15-Jährigen stieg per 1. Jänner 2012 auf 19,1 %, während der Anteil der Menschen zwischen 15 und 59 Jahren auf 63,0 % nahezu konstant blieb. Der Anteil der über 59-Jährigen sank hingegen auf 17,9 %. Nach dem Familienstand waren 2001 47,1 % der Einwohner von Tristach ledig, 46,5 % verheiratet, 4,7 % verwitwet und 1,8 % geschieden.

## Geschichte
Die Örtlichkeit ist in einer Urkunde aus der Zeit zwischen 1050 und 1065 als Dristach ersturkundlich genannt. Es liegt slawisch *trъstachъ zugrunde, was „die beim Röhricht wohnen“ bedeutet.

### Bevölkerungsentwicklung
Die Einwohnerzahl von Tristach entwickelte sich anfangs ähnlich zum Bevölkerungswachstum von Tirol bzw. des Bezirks Lienz. So stieg die Einwohnerzahl im späten 19. Jahrhundert zunächst leicht an und stagnierte danach bis zum Ende des Ersten Weltkriegs. Erst ab den 1920er Jahren begann die Einwohnerzahl von Tristach wieder signifikant zu steigen. Nach dem Zweiten Weltkrieg koppelte sich die Gemeinde Tristach schließlich vom durchschnittlichen Bevölkerungswachstums Tirols bzw. des Bezirks völlig ab und verzeichnete überdurchschnittliche Einwohnersteigerungen. Insbesondere in den 1960er und 1970er Jahren sowie seit dem Beginn des 21. Jahrhunderts kam es zu massiven Bevölkerungsgewinnen, sodass sich die Bevölkerung zwischen 1969 und 2012 mehr als vervierfachte. Tristach profitierte dabei seit dem Beginn des 21. Jahrhunderts von einer stark positiven Geburten- und meist positiven Wanderungsbilanz.

## Kultur und Sehenswürdigkeiten

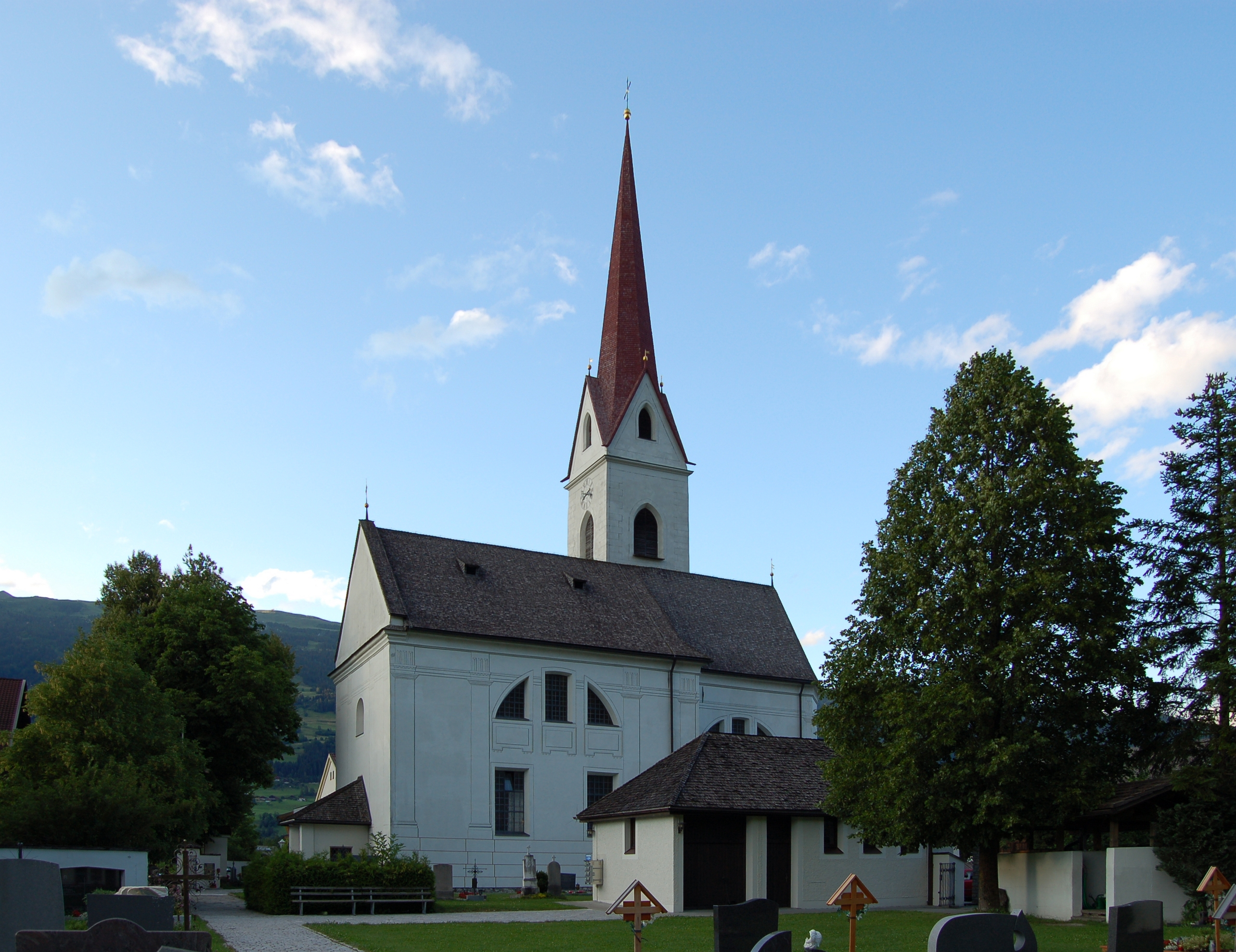
Pfarrkirche Tristach

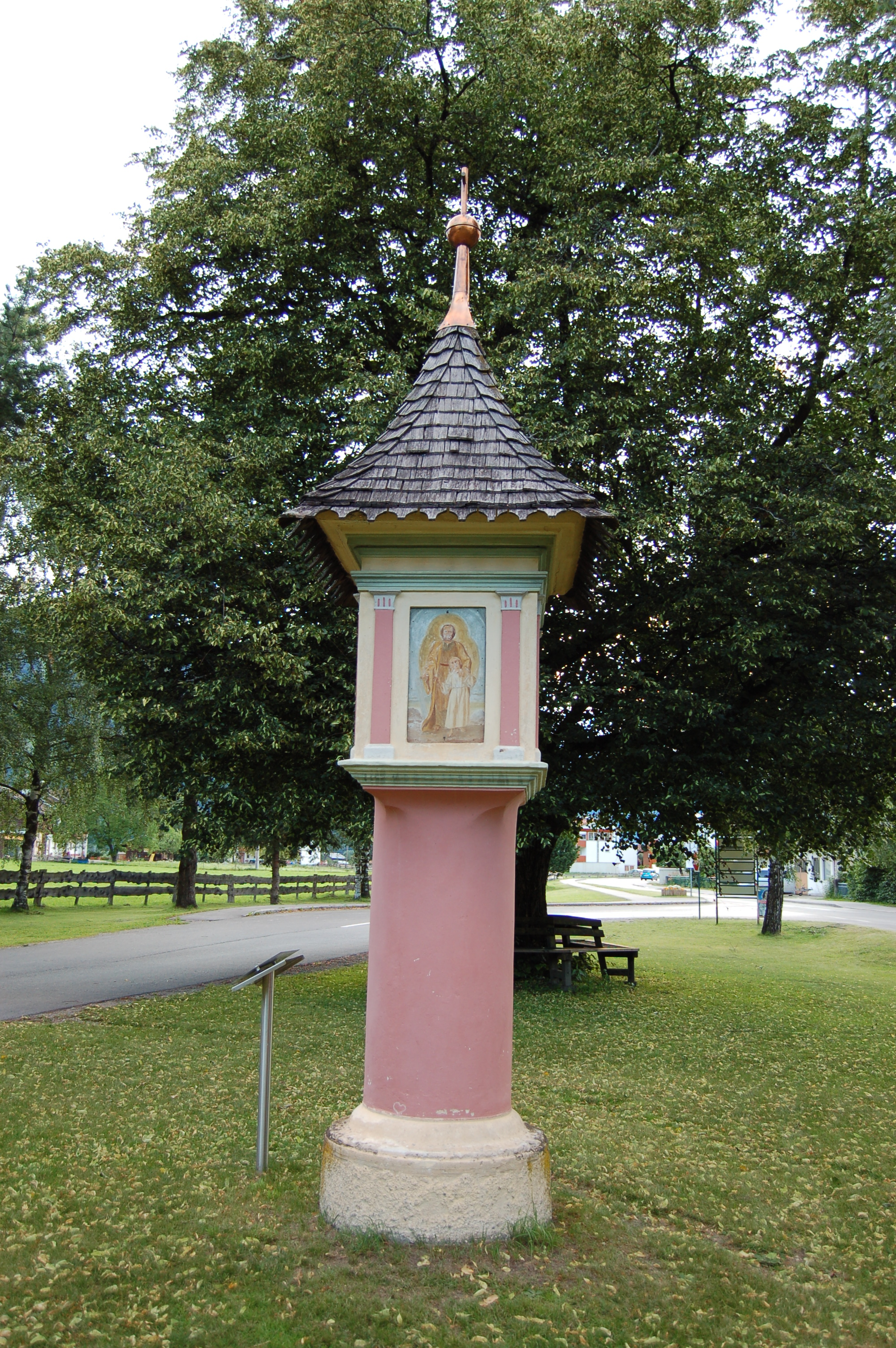
Peststöckl in Tristach

- Katholische Pfarrkirche Tristach hl. Laurentius

## Wirtschaft und Infrastruktur
Die im Rahmen der Volkszählung durchgeführte Arbeitsstättenzählung ergab 2001 in Tristach 37 Arbeitsstätten mit 132 Beschäftigten (ohne Landwirtschaft), wobei 77 % unselbständig Beschäftigte waren. Die Anzahl der Arbeitsstätten war dabei gegenüber dem Jahr 1991 um einen Betrieb gesunken (minus 3 %) gestiegen, die Anzahl der Beschäftigten jedoch um 49 Personen (59 %) gestiegen. Wichtigster Wirtschaftszweig war 2001 das Gesundheits-, Veterinär- und Sozialwesen mit drei Betrieben und 29 Beschäftigten (22 % der Beschäftigten in Tristach), wobei der Sozialsprengel Lienz/Land seinen Sitz in Tristach aufweist. Die größte Betriebszahl fand sich hingegen mit zehn Betrieben im Beherbergungs- und Gaststättenwesen, wo 27 Personen (20 %) beschäftigt waren, daneben spielte auch der Handel mit 21 Beschäftigten (16 %) eine Rolle. Von den 623 erwerbstätigen Einwohnern aus Tristach im Jahr 2001 gingen lediglich 92 Personen in Tristach ihrer Beschäftigung nach. 531 mussten zur Arbeit auspendeln. Von den Auspendlern hatten 61 % ihre Arbeitsstätte im benachbarten Ballungszentrum Lienz. Weitere 16 % hatten im übrigen Bezirksgebiet eine Arbeitsstelle gefunden, weitere 14 bzw. 9 % pendelten nach Nordtirol oder in ein anderes Bundesland, zwei der Einwohner mussten ins Ausland auspendeln.

### Tourismus
Der Tourismus in Tristach hat für die Gemeinde eine wichtige wirtschaftliche Bedeutung, wenngleich viele Osttiroler Gemeinden wesentlich höhere Nächtigungszahlen aufweisen. Tristach konnte im Tourismusjahr 2011/12 rund 35.000 Übernachtung zählen. Im Sommerhalbjahr 2012 verzeichnete Tristach 27.402, im Winterhalbjahr 2011/12 8.076 Übernachtungen. Seit der Jahrtausendwende haben sich die Nächtigungszahlen im Winter verdoppelt, im Sommer blieben sie nahezu unverändert. Von den  27.402 Übernachtungen im Sommer 2012 entfielen lediglich 35 % auf Österreicher, 41 % auf Deutsche und 14 % auf Niederländer.
Heute gehört die Gemeinde wie alle übrigen Osttiroler Gemeinden zum Tourismusverband Osttirol, wobei Tristach in der „Ferienregion Lienzer Dolomiten“ organisiert ist. In der Gemeinde besteht mit dem Parkhotel Tristacher See ein Vier-Sterne-Hotel, hinzukommen ein weiteres Hotel, zwei Gasthöfe, eine Pension und verschiedene Privatzimmervermieter. Am Tristacher See, dem einzigen Badesee Osttirols befindet sich zudem ein Campingplatz, in den Lienzer Dolomiten verfügt Tristach mit der Karlsbader Hütte, der Dolomitenhütte sowie der Kerschbaumer Alm über drei Berghütten.

### Abwasser
Mit den benachbarten Gemeinden des Lienzer Beckens hat sich Tristach zum „Abwasserverband Lienzer Talboden“ zusammengeschlossen, wobei die Kanalisierung der Gemeinde 2002 bereits 96 % der abwasserproduzierenden Objekte umfasste und bis auf wenige Einzelobjekte abgeschlossen war. Der Abfall, der in der Gemeinde anfällt, wird über den Abfallwirtschaftsverband Osttirol (AWVO) entsorgt, wobei in der Nachbargemeinde Lavant eine Mülldeponie besteht.

### Verkehr
- Straße: Tristach wird durch verkehrstechnisch von der Lavanter Straße (L 318) erschlossen, die von Lienz über Tristach bis nach Lavant und Dölsach führt. Sie bietet für die Gemeinde Tristach in Lienz zudem mit dem Anschluss an die Drautalstraße (B 100) den schnellsten Zugang zum höherrangigen Straßennetz.
- Bus: An das öffentliche Verkehrsnetz ist Tristach mittels Linienbussen der Firma Bundschuh angeschlossen, deren Linie 1 bis zu fünf Mal pro Werktag (in Ferienzeiten deutlich weniger oft) Tristach über Amlach mit dem Lienzer Bahnhof verbindet. Die Fahrzeit zwischen der Endhaltestelle Tristach Polösling und dem Lienzer Bahnhof beträgt dabei 13 Minuten. Insgesamt fährt die Linie in Tristach vier Haltestelle an.

## Politik

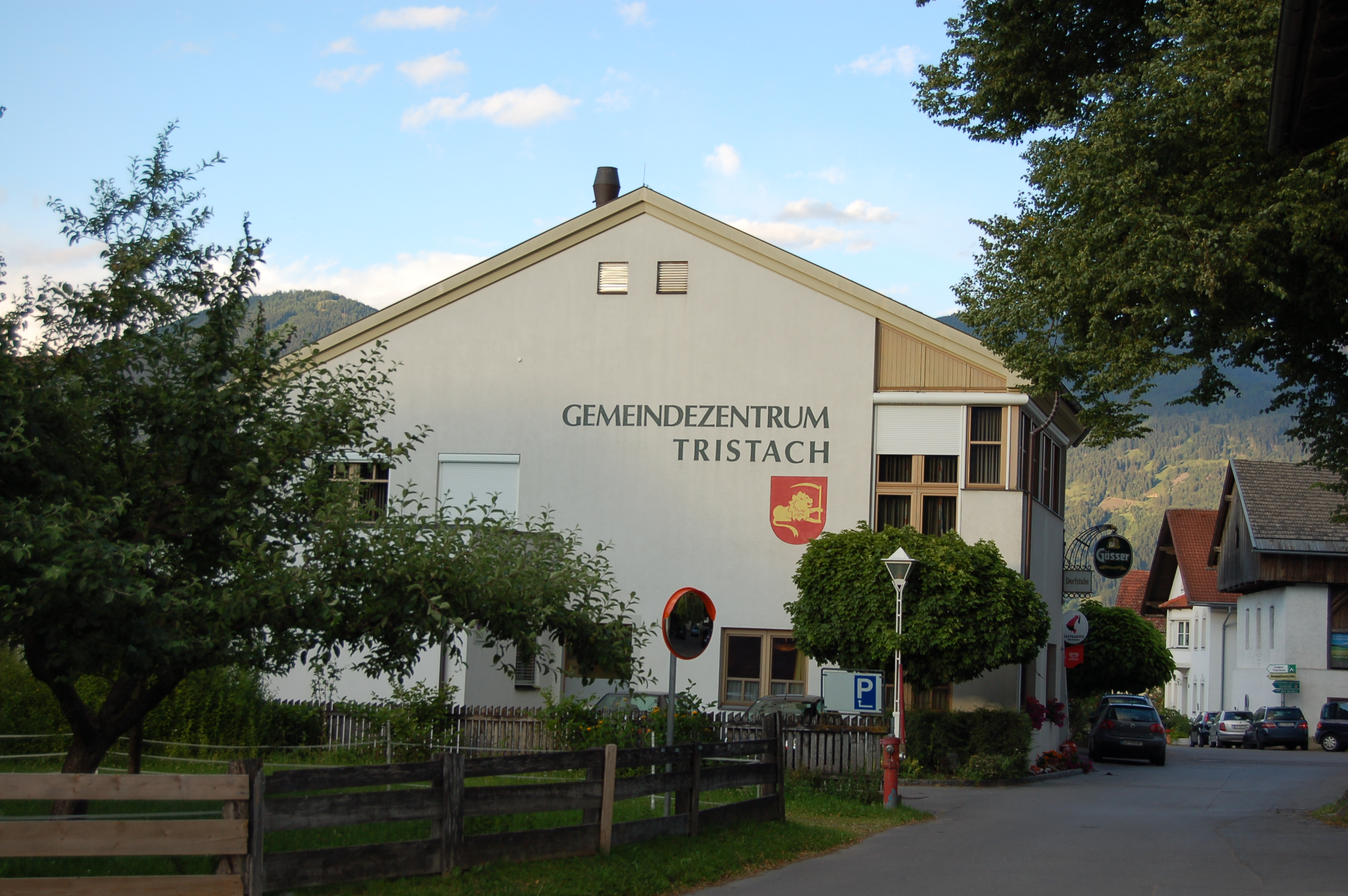
Gemeindeamt in Tristach

### Gemeinderat
Der Gemeinderat hat insgesamt 13 Mitglieder.
- Mit den Gemeinderats- und Bürgermeisterwahlen in Tirol 2022 hat der Gemeinderat folgende Verteilung: 10 Gemeinsam für Tristach mit Bgm. Markus Einhauer - GT, und 3 Gemeinsam Unabhängig für Tristach - GUT.[6]
- Mit den Gemeinderats- und Bürgermeisterwahlen in Tirol 2016 hatte der Gemeinderat folgende Verteilung: 9 Gemeinsam für Tristach mit Bgm. Markus Einhauer – VP, und 4 Top Team Tristach – TTT.[7]
- Mit den Gemeinderats- und Bürgermeisterwahlen in Tirol 2010 hatte der Gemeinderat folgende Verteilung: 8 ÖVP, 1 Dorfliste Tristach, 1 SPÖ, 1 Unabhängige Liste, und 2 Top Team.[8]

### Bürgermeister
Bürgermeister seit 1900 waren:
- 1900 – 1906: Johann Amort (Taxer)
- 1906 – 1909: Josef Chrisant Amort (Brunner)
- 1909 – 1910: Josef Trojer
- 1910 – 1910: Franz Zoier (Bichele)
- 1912 – 1914: Lorenz Oberhuber (Veidler)
- 1914 – 1920: Franz Zoier (Bichele)
- 1920 – 1923: Peter Linder (Linder)
- 1923 – 1938: Josef Unterluggauer (Tratn)
- 1938 – 1938: Alois Huber (Wastler)
- 1938 – 1939: Franz Unterluggauer (Tischler)
- 1939 – 1945: Andreas Brunner, Lavant
- 1945 – 1950: Thomas Amort (Brunner)
- 1950 – 1955: Franz Zoier (Bichele)
- 1955 – 1956: Thomas Amort (Brunner)
- 1956 – 1959: Othmar Nagele
- 1959 – 1974: Franz Koller (Dörrer)
- 1974 – 1986: Lorenz Oberguggenberger
- 1986 – 2009: Alois Walder (ÖVP)
- seit 2009 Markus Einhauer (ÖVP)[7]

### Wappen
Das Wappen wurde der Gemeinde im Jahr 1976 verliehen.
Blasonierung:  In rotem Schild einen liegenden, nach links gewendeten goldenen Löwen, eine goldene Sense haltend.
Das Wappen geht auf ein altes Tristacher Geschlecht, der Herren von Erenberg, zurück. Bei der Ruine, des im 13. Jahrhundert verfallenen Schlosses, fand man einen Wappenstein mit einem Löwen, der in den Kirchturm eingemauert wurde.

## Persönlichkeiten
- Anton Mutschlechner, erbaute 1842 bis 1845 das Gebäude des Tiroler Landesmuseums Ferdinandeum, ebenso 1841/42 die Arkadenhalle des Hauptfriedhofs Mannheim
- Franz Mitterhofer, Bauer und Bergsteiger, Erstersteiger der Großen Sandspitze (1886) und der Großen Keilspitze (ebenfalls 1886).[11]
- Anton Ortner (1914–2001), langjähriger Pfarrer und Ehrenbürger von Tristach
- Jos Pirkner (* 1927), akademischer Bildhauer und Maler, Ehrenringträger und Ehrenbürger von Tristach
- Peter Webhofer (1932–2016), Domkapellmeister im Dom zu St. Jakob in Innsbruck (1964–1972), Diözesanrichter, Ehrenringträger von Tristach
- Franz Ortner (* 1943), Kirchenhistoriker
- Leonard Lorenz (* 1948), akademischer Bildhauer und Maler
- Andy Holzer (* 1966), Bergsteiger, Extremsportler und Vortragsreisender, lebt in Tristach
- Norbert Totschnig (* 1974), österreichischer Politiker (ÖVP)